# Дмитрієв Кирило Олександрович
Кирило Олександрович Дмитрієв (нар. 12 квітня 1975, Київ) — російський фінансист та інвестор, генеральний директор Російського фонду прямих інвестицій (з квітня 2011 року). Заступник голови Ради з інвестицій при голові Державної Думи РФ керував Icon Private Equity (фондом прямих інвестицій з капіталом під управлінням понад 1 мільярд доларів США, 2007—2011).
У лютому 2022 року і Кирило Дмитрієв, і РФПІ у зв'язку з повномаштабним вторгненням Росії в Україну потрапили під санкції Великобританії, США, Канади, Австралії, Нової Зеландії.

## Біографія
Кирило Дмитрієв народився 12 квітня 1975 року в Києві. Навчався в фізико-математичній школі № 145, яку покинув через переїзд до США в 1989 році. У США Дмитрієв проходив дворічну програму в Foothill College (штат Каліфорнія). Йому вдалося отримати повну стипендію на навчання за кордоном.
У 1996 році закінчив Стенфордський університет з найвищими відзнаками, отримавши ступінь бакалавра з економіки. У 2000 році отримав ступінь магістра ділового адміністрування в Гарвардській школі бізнесу з найвищими відзнаками (Baker Scholar).
У 1996—1999 роках працював в інвестиційному банку Goldman Sachs в Нью-Йорку і в консалтинговій компанії McKinsey & Company в Лос-Анджелесі, Москві та Празі.
У 2000—2002 роках — переїжджає в РФ, де у компанії IBS, до 8 листопада 2001 року — заступник генерального директора, а потім до 29 травня 2002 року — керуючий директор департаменту управлінського консультування. У 2002—2007 роках спочатку був директором по інвестиціям у фонд Delta Private Equity, потім — керуючим директором і партнером. У 2005—2006 роках — голова Російської асоціації прямого та венчурного інвестування (РАВИ). Провів цілий ряд угод для російського інвестиційного ринку: у 2004-му продаж ДельтаБанк компанії General Electric, у 2005-му ЗАТ «КБ ДельтаКредит» — Société Générale, акцій СТС Медіа — Fidelity Investments та інші.
У 2007—2011 роках — переїжджає в Україну, де є керуючим партнером і президент фонду прямих інвестицій Icon Private Equity.

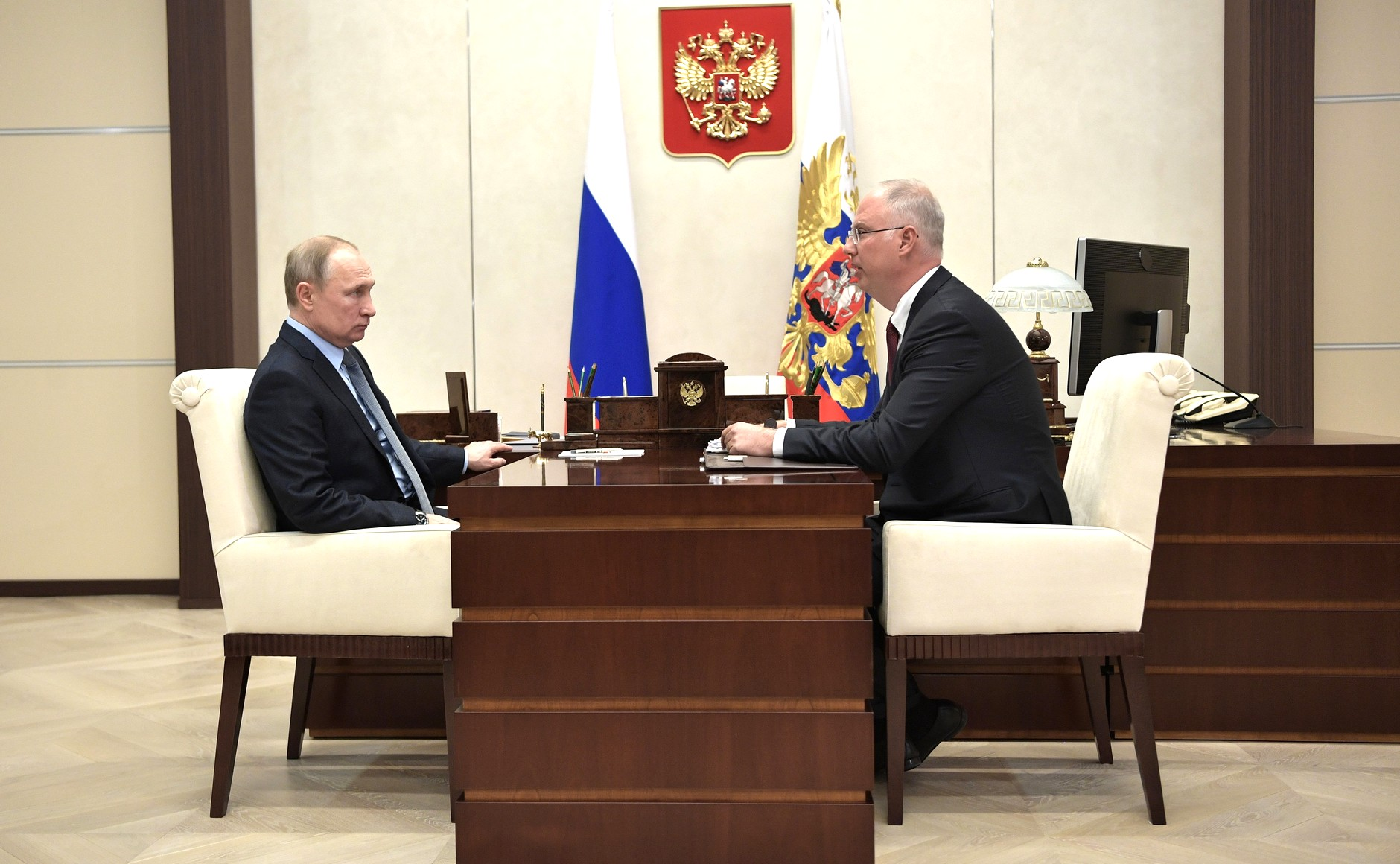
Зустріч президента Росії Володимира Путіна з генеральним директором РФПІ Кирилом Дмитрієвим, 17 січня 2020 року

2010 року в етері телепрограми Шустер Live погрозив Україні «економічним голодомором», якщо вона вестиме політику ізоляції від Росії.
2011 року повертається до Росії. Тоді ж він став генеральним директором Російського фонду прямих інвестицій.
2015 року разом з Тихоновою Катериною (дочкою Путіна Володимира) відвідав Всесвітній економічний форум у Давосі.
У лютому 2025 року Дмитрієва було призначено спеціальним представником президента РФ з інвестиційно-економічного співробітництва із зарубіжними країнами. Дмитрієв був включений до складу російської делегації для російсько-американських переговорів в Ер-Ріяді 18 лютого 2025 року. Під час зустрічей в Ер-Ріярді з державним секретарем США Марко Рубіо, радником з національної безпеки Майком Уолтцем і спеціальним представником президента США Близького Сходу Стівом Уіткоффом, Дмитрієв, який входив до російської делегації, курирував інвестиційно-економічний блок. На переговорах із членами американської делегації Дмитрієв провів обговорення питань відновлення інвестиційно-економічної взаємодії між Росією та Сполученими Штатами.

## У період епідемії COVID-19
У 2020 році Дмитрієв розкритикував британські зусилля з дослідження вакцини проти COVID-19, неодноразово посилаючись на вакцину Оксфорд — AstraZeneca як «мавпячу вакцину», оскільки дослідження включали модифіковану версію вірусу шимпанзе. Пізніше Дмитрієв заявив, що перегляне свою думку про оксфордську вакцину та припинив використовувати цей епітет.
Згодом Дмитрієв виступив на підтримку партнерства між НІЦЕМ ім. Гамалеї, РФПІ та компанією AstraZeneca для підвищення ефективності вакцини AstraZeneca за рахунок застосування одного з компонентів вакцини Спутник V. Відповідна пропозиція була зроблена колективом розробників Супутника V у повідомленні у Twitter. Пропозиція була прийнята компанією AstraZeneca, та партнерство між РФПІ, НІЦЕМ ім. Гамалеї та AstraZeneca було створено у грудні 2020 року.

## Участь у радах директорів
Входить у ради директорів підприємств «Ростелеком», «Газпромбанк», «Російські залізниці», Транснефть, Россети (вперше з 2020 року) і наглядову раду компанії «Алроса».
Загальна річна винагорода Кирила Дмитрієва за 2020 як члена ради директорів всіх компаній, за оцінкою видання «Співрозмовник», становила близько 50 мільйонів рублів.
Є членом опікунської ради МГУ, Маріїнського театру, Російського інституту театрального мистецтва ГІТІС та Фонду «Історія Вітчизни».
До 5 березня 2022 року входив до ради директорів MD Medical Group Investments Plc (керує мережею клінік «Мати та дитина»).

## Дані Фонду боротьби з корупцією
За даними ФБК: Дмитрієв Кирило володіє нерухомістю в РФ, Франції, Дубаї. Уже після початку війни його батько Дмитрієв Олександр купив дві квартири в Дубаї та є засновником кіпрської фірми, що сплатила за будинок у Барвисі (РФ), що належить тещі Дмитрієва Поповій Маргаріті.

## Зв'язки з оточенням Дональда Трампа
Дмитрієв також фігурував у доповіді американського спецпрокурора Роберта Мюллера, який розслідував втручання РФ у президентські вибори США 2016 року. Мюллер встановив, що перед інавгурацією Дональда Трампа у 2017 році Дмитрієв зустрівся на Сейшельських островах з Еріком Прінсом – спонсором Трампа.
Згідно з повідомленням The New York Times, у 2016 році Дмитрієв, маючи зв’язки з американським інвестиційним банком Goldman Sachs, звернувся через посередника — американця ліванського походження, пов’язаного з кампанією Трампа, — з наміром встановити контакт з близьким оточенням майбутнього президента США. Дмитрієв висловив бажання зв’язатися з Дональдом Трампом-молодшим або Джаредом Кушнером. Наприкінці місяця він вийшов на Ріка Герсона, близького друга Кушнера та керівника хедж-фонду в Нью-Йорку. У ході контактів обговорювалися потенційні можливості для спільного інвестиційного партнерства.
У березні 2025 року, згідно з інформацією Bloomberg, Goldman Sachs став першою великою американською фінансовою установою, яка після введення санкцій у 2022 році почала пропонувати інвесторам деривативи, прив’язані до російського рубля. На цьому тлі президент РФ Володимир Путін дозволив деяким американським інвестиційним фондам реалізовувати свої активи в Росії. Відповідно до оприлюдненого указу, американський фонд 683 Capital Partners LP отримав дозвіл на придбання цінних паперів російських компаній, які раніше перебували у власності приблизно десятка західних фондів. Серед них були Franklin Advisers Inc., Templeton Asset Management Ltd. та Baillie Gifford Overseas Ltd.

## Санкції
Через підтримку російської агресії та порушення територіальної цілісності України під час російсько-української війни перебуває під персональними міжнародними санкціями різних країн.
З 24 лютого 2022 року перебуває у списку санкцій Канади «соратників режиму» як ключовий член найближчого оточення президента Володимира Путіна.
З 28 лютого 2022 року під санкціями Сполучених Штатів Америки як близький соратник Путіна і Генеральний директор РФПІ. Влада відзначає, що Дмитрієв використовував свої зв'язки з університетами та організаціями в США, щоб виступати як представник Путіна в американських установах, тим самим надаючи йому доступ до ключових економічних можливостей у США.
З березня 2022 року перебуває під санкціями Великобританії оскільки він «займається діяльністю, має економічної значимість для уряду Росії, і, як наслідок, отримує перевагу від уряду Росії чи підтримує его».
За аналогічними підставами, з 14 березня 2022 перебуває під санкціями Австралії. З 5 квітня 2022 року перебуває під санкціями Нової Зеландії.

## Родина
- Дід: Дмитрієв Петро Яковлевич уродженець — Санкт-Петербурга, полковник радянської армії, ветеран Фінської війни та Другої світової, учасник оборони Києва, Сталінградської битви та битви на Курській дузі, згодом був у складі радянського окупаційного корпусу в Румунії.
- Батько: Дмитрієв Олександр Петрович — український біолог, завідувач Лабораторії імунітету рослин Інституту клітинної біології та генетичної інженерії НАН України, доктор біологічних наук, професор, член-кореспондент НАН України, віце-президент Українського товариства фітопатологів.
- Дружина: Попова Наталія. Попова веде програму «Наука» на каналі «Росія 24». Є близькою подругою Тихонової Катерини (дочки Путіна Володимира), працює першим заступником генерального директора фонду «Іннопрактика», акціонер низки комерційних підприємств та президент великої IT-компанії ТОВ «Віжн Медіа Центр». З грудня 2019 року Наталія Попова обіймає посаду громадського омбудсмена у сфері захисту прав високотехнологічних компаній-лідерів.[30][31]